# Rainbow Rowell
Rainbow Rowell (Omaha, 24 de fevereiro de 1973) é uma autora norte-americana de livros jovens-adultos ou adulto-contemporâneo. Suas obras Eleanor & Park e Fangirl receberam muitos elogios de crítica e público em 2013. Ela é casada e tem dois filhos. Seus cinco livros já foram publicados no Brasil pela editora Novo Século. Em Portugal, a Edições Chá das Cinco publicou Eleanor & Park, Fangirl em 2015 e Anexos, Por um Fio em 2016.

## Carreira
Rainbow foi colunista e copywriter no jornal Omaha World-Herald entre 1995 e 2012. Depois de sair do Omaha World-Herald, Rainbow começou a trabalhar para uma agência publicitária.
A autora começou a escrever aquele que se tornaria o seu primeiro romance a ser publicado, Attachments, nos seus tempos livres. Rainbow teve um filho nesta altura e fez uma pausa na escrita do manuscrito durante dois anos. O romance, publicado em 2011, é uma comédia romântica contemporânea sobre um "it guy", Lincoln O'Neil, que tem um único trabalho: monitorar o e-mail de outras pessoas. Ele acaba se apaixonando por Beth, o único problema é que ele já leu todos os emails dela. A revista Kirkus Reviews considerou-o um dos melhores primeiros romances daquele ano.
Ainda em 2011, Rainbow terminou o primeiro rascunho do romance Fangirl para o projeto National Novel Writing Month. Este foi o primeiro livro escolhido para o Reblog Book Club da rede social Tumblr.
Em 2013, foram publicados dois livros de Rainbow: Fangirl e Eleanor & Park, ela se inspirou em si para criar a historia principal do livro. O primeiro romance é sobre Cath, uma garota louca por fanfiction. Ela e sua irmã gêmea Wren estão indo para a faculdade, mas Cath acaba desapontada quando descobre que Wren quer deixar as fics de lado e aproveitar a universidade. Ela começa a sentir-se sozinha. Depois de fazer amizade com a colega de quarto e o namorado dela, Cath acaba se apaixonando. O segundo se passa em 1986 e conta a história de como dois desajustados se apaixonam, narrando sempre as experiências do primeiro amor.
Ambos os romances foram escolhidos pelo The New York Times como sendo dois das melhores ficções para jovens adultos do ano. Eleanor & Park foi ainda considerado um dos 10 melhores livros do ano pela Amazon e o melhor livros para jovens adultos do ano pelos utilizadores do site Goodreads (Fangirl ficou em segundo lugar). O estúdio DreamWorks e a presidente da Sidney Kimmel Entertainment, Carla Hacken, estão a trabalhar numa adaptação ao cinema de Eleanor & Park e Rainbow será responsável pelo roteiro.
No ano em que foi publicado, Eleanor & Park foi alvo de censura por parte de um grupo de pais de um liceu do Minnesota. O grupo considerou o romance profano em virtude da inclusão de linguagem grosseira e de sexualidade e pediu que fosse retirado das bibliotecas escolares. No entanto, um grupo de trabalho considerou o romance "poderoso, realista e honesto" e decidiu rejeitar o pedido dos pais. Rowell salientou em uma entrevista que o material que esses pais chamaram de "profano" foi o que muitas crianças em situações difíceis tinham que encarar e que "quando essas pessoas chamam Eleanor & Park uma história obscena, eu sinto que eles dizem que superar isso não é possível".
O quarto livro de Rainbow, Landline, um romance para adultos, foi publicado a 8 de julho de 2014. Segue a história de Georgie McCool, uma roteirista de televisão que sabe que seu casamento está com problemas e que vem estado assim há um bom tempo. Ela ainda ama seu marido, Neal, que também a ama profundamente, mas a questão talvez esteja além disso agora. Dois dias antes de eles supostamente visitarem a família de Neal em Omaha para o Natal, Georgie avisa o marido que ela não pode ir devido a uma crise no programa que escreve e que a obriga a permanecer em Los Angeles. Ela sabe que Neal ficará um pouco chateado com ela - aliás, ele sempre parece estar um pouco chateado -, mas ela não esperava que ele pegaria suas malas e as crianças e iria para a casa dos pais sem ela.
Ainda em 2014, Rainbow assinou um contrato com a First Second para escrever dois romances gráficos para jovens adultos. O primeiro será ilustrado por Faith Erin Hicks.
Rowell anunciou em Dezembro de 2014 que o seu quinto livro, Carry On, iria ser publicado em Outubro de 2015. Ele foi publicado em 6 de Outubro de 2015. Ele atua como o oitavo livro da série de ficção escrita pela Gemma T. Leslie que conta sobre um garoto com poderes sobrenaturais(feiticeiro) chamado Simon Snow que frequenta uma escola de magia chamada Watford.

## Obras

### Livros
| Ano  | Título         | Título no Brasil | Título em Portugal |
| ---- | -------------- | ---------------- | ------------------ |
| 2011 | Attachments    | Anexos           | Anexos             |
| 2013 | Eleanor & Park | Eleanor & Park   | Eleanor & Park     |
| 2013 | Fangirl        | Fangirl          | Fangirl            |
| 2014 | Landline       | Ligações         | Por um Fio         |

### Série Simon Snow
| Ano  | Título                 | Título no Brasil | Título em Portugal                 |
| ---- | ---------------------- | ---------------- | ---------------------------------- |
| 2015 | Carry On               | Sempre em frente | Carry On: A História de Simon Snow |
| 2019 | Wayward Son            | O Filho Rebelde  |                                    |
| 2021 | Any Way the Wind Blows | Venha o Que Vier |                                    |

### Quadrinhos
| Ano  | Título       | Título no Brasil | Título em Portugal |
| ---- | ------------ | ---------------- | ------------------ |
| 2017 | Runaways     | Fugitivos        |                    |
| 2019 | Pumpkinheads |                  |                    |
| 2022 | She-Hulk     |                  |                    |